# كلية الملك عبد الله للدفاع الجوي
كلية الملك عبد الله للدفاع الجوي هي كلية عسكرية لقوات الدفاع الجوي الملكي السعودي صدر أمر ملكي بإنشائها في 2 صفر 1419 الموافق 30 مايو 1998. وتهدف إلى تعليم وتأهيل وتخريج ضابط دفاع جوي برتبة ملازم، حاصل على شهادة البكالوريوس في "العلوم العسكرية دفاع جوي"، لديه الاستعداد للعمل في أي من منظومات قوات الدفاع الجوي، بعد تزويده بالعلوم العسكرية والمدنية، والمهارات الفكرية والقيادية والبدنية.

## منهج الكلية
تتحمل الكلية النفقات الدراسية وتؤمن للطالب الطعام والملابس والسكن والعلاج، ويمنح مكافأة شهرية تعادل نصف الراتب الأساسي لرتبة ملازم. ويمثل منهج كلية الملك عبد الله للدفاع الجوي مجموعة من المعارف والخبرات الموجهة التي تتبناها قيادة قوات الدفاع الجوي لطلاب الكلية كغايات يجب تحقيقها لصالح نموهم ونجاحهم ضباطاً في قوات الدفاع الجوي وذلك من خلال تعليم وتدريب وتأهيل هادف وبتخطيط وتنفيذ وإشراف كلية الملك عبد الله للدفاع الجوي، حيث أن القوات المسلحة السعودية بشكل عام وقوات الدفاع الجوي الملكي السعودي وايضاً قوة الصواريخ الاستراتيجية الملكية السعودية بشكل خاص هي بيئة العمل المستقبلية للمتخرجين من هذه الكلية لذا فقد دأبت قيادة كلية الملك عبد الله للدفاع الجوي على إعداد منهج الكلية لتوضيح أسس ومبادئ المنهج وعناصره التي وصلت في نهاية المطاف إلى تحديد المقررات التعليمية والتدريبية بحيث يتم اختيار المقرر الدراسي بناء على منهجية علمية لتحقيق الهدف العام والأهداف التفصيلية لكل مادة، وتسعى الكلية من خلال تطبيق منهجها إلى تحقيق المهارات والسمات المطلوبة في خريجيها وتشمل:‌ العلوم العسكرية، أنظمة الدفاع الجوي، التدريبات والاداب العسكرية، والدراسات المدنية.

## شروط قبول الطلاب في الكلية
- أن يكون المتقدم سعودي الأصل والمنشأ والولادة (ويستثنى من ذلك من ولد ونشأ مع والده الذي تواجد لظروف العمل أو الدراسة أو الإجازة خارج المملكة على أن لا يحمل جواز وجنسية البلد الذي ولد فيه).
- أن يكون حسن السيرة والسلوك وغير محكوم عليه بحد شرعي أو في جريمة مخلة بالشرف أو الأمانة وأن لا يكون مطرودا من إحدى الكليات أو المعاهد العسكرية لأي سبب.
- أن يكون حاصلاً على شهادة الثانوية العامة التابعة لوزارة التعليم (انتظام نهاري) تخصص (علوم طبيعية أو تقنية فقط) لجميع الكليات وأن يكون من خريجي هذا العام ولا يقبل خريجو الأعوام السابقة.
- أن لا تقل النسبة المئوية في الشهادة الثانوية عن (80%) للتخصص العلمي والتقني.
- أن يكون قد أدى اختبار القدرات العامة وحاصلا على درجة لاتقل عن (60%) وأن يحضر ما يثبت ذلك.
- أن يكون قد أدى الاختبار التحصيلي وحاصلا على درجة لاتقل عن (60%) وأن يحضر ما يثبت ذلك.
- ان يكون قد أدى اختبار كفايات اللغة الإنجليزية.
- أن لا يقل عمر المتقدم عن (17) عاماً ولا يزيد عن (22) عاماً عند فتح باب القبول للكليات العسكرية.
- أن يجتاز الفحص الطبي (الأولي والنهائي) وكذلك المقابلة الشخصية.
- أن يكون المتقدم غير متزوجًا.
- أن يتناسب طوله مع وزنه بحيث يكون الحد الأدنى (165سم – 52 كجم) والحد الأعلى (188سم – 108كجم).
- لا يقبل أي كشف طبي سوى ما يصدر من اللجنة الطبية التابعة للجنة المركزية لقبول طلاب الكليات العسكرية وتعد نتائج الفحص الطبي نهائية ولا يحق للطالب المطالبة بإعادة الكشف الطبي أو معرفة أسباب عدم اللياقة الطبية.
- أن يجتاز اختبارات القبول الشامل واللياقة البدنية وأن يجتاز اختبار القدرات الخاصة للكليات التي تحتاج ذلك.
- سيكون الفرز المبدئي على أساس الاحتياج للتخصص الدقيق والمعدل الجامعي.
- أن يكون حاصلاً على شهادة البكالوريوس بانتظام كلي وألا يكون قد مضى على تخرجه أكثر من عام واحد.
- أي شروط أخرى تضعها الكلية

1. ↑  نبذه عن الكلية نسخة محفوظة 03 يوليو 2017 على موقع واي باك مشين.